# الضفدع حامل الماء
الضفدع حامل الماء (الاسم العلمي:  Cyclorana platycephala)، عُرف سابقًا باسم Litoria platycephala، هو نوع من الضفادع الشائعة في معظم الولايات الأسترالية. وهو يختلف عن معظم أنواع الضفادع في مجموعته الشرغوفيات بسبب معيشته الأرضية ولقدرته على السبات. يمكن أن يعيش لمدة خمس سنوات من دون شرب المياه.

## الوصف
هذا النوع من الضفادع منتشر في جميع الولايات الأسترالية باستثناء فيكتوريا وتاسمانيا. حيث يستوطن نطاق واسع من الموائل من غابات المستنقعات الاستوائية إلى مناطق تحتوي على برك ومزارع عشبة في الأراضي المنخفضة؛ يفترض أن جميع موائله تكون على ارتفاع منخفض. يعتقد أن عدد نوع هذه الضفادع كبير للغاية حسب تقارير متكررة ولنطاق معيشته الواسع. يفترض أيضا أن نطاق معيشته يتداخل مع المنتزهات الوطنية، ولكن لم يتم إجراء أي بحوث بيئية وبيولوجية تتعلق بهذا النوع. يدفن الضفدع نفسه في أرض رملية في شرنقة مخاطية محكمة الغلق بالماء مع جلدها الخارجي أثناء فترات الطقس الحار والجاف. لتغذية إضافية ولتوفير الطاقة، يأكل الضفدع الجلد الخارجي. من المعروف أنه يختبئ في أعماق قد تصل إلى متر واحد.
يتميز الضفدع الحامل للماء برأس عريض مسطح وأصابع قدم وتراء وجسم عريض، يكون لون جسده ما بين ضرب من الرمادي وبني داكن أو أخضر. لديه أيضًا عيون صغيرة موجودة نوعا ما بشكل جانبي وموجه للأمام، مما يعزز الرؤية الموجهة للأسفل ومنظور الرؤية(Cogger and Zweifel 1998). 

## التكاثر
يخرج الضفدع الحامل للماء من أعماق الأرض فقط بعد هطول الأمطار؛ ويكون ذلك من اجل التكاثر. يضع كميات كبيرة من البيض في المياه الراكدة بعد الفيضانات. قد يكون بعض البيض ملتصق بالنباتات، أو مرتب كطبقة رقيقة على السطح، وبالتالي يضمن توفر الأوكسجين الكافي في المياه الدافئة التي تعاني من نقص الأكسجين (Cogger و Zweifel 1998). يمكن أن يصل طول الشراغيف الصغيرة للضفادع الحاملة للماء إلى حوالي 60 مم (S. Australian Frogcensus 1999). 

## احتكاكه مع الإنسان
اكتشف السكان الأصليون الأستراليون وسيلة للاستفادة من قدرته على الاحتفاظ على الماء من خلال حفر أحد الحفر واستخراج هذه الضفادع والضغط عليها برفق، مما يتسبب في قيام الضفدع بإفراز بعض المياه العذبة التي يخزنها لنفسه في مثانته وجيوب جلده. بالتالي يمكن استهلاك هذا الماء من قبل الشخص. خلال موسم الجفاف، تسبب هذه العملية في موت الضفدع، حيث تشكل هذه الاحتفاظات المائية مصدر ضروري لبقائه على قيد الحياة.  

## تهديدات على بقائه
لم يتم تحديد أي تهديدات على حياة وبقاء هذا النوع من الضفادع، ولم يتم إجراء بحوث حتى الآن حول مدى كمية الخسارة للموائل التي يستقطنها بسبب هدمها والملوحة الناتجة من ذلك. يتم إدراج هذا النوع من الضفادع في حالة غير مهدد في القائمة الحمراء للأنواع المهددة بالانقراض نظرًا لتواجد عدد كبير من نوعه على نطاق واسع جدا.

## قراءة إضافية
- Cogger، HG 2000. الزواحف والبرمائيات في أستراليا، الطبعة السادسة. ريد نيو هولاند، نيو ساوث ويلز.
- "Litoria platycephala" ."Litoria platycephala" ."Litoria platycephala" .Retrieved 25 سبتمبر 2013.